# Megarthrus strandi
Megarthrus strandi är en skalbaggsart som beskrevs av Otto Scheerpeltz 1931. Megarthrus strandi ingår i släktet Megarthrus, och familjen kortvingar. Arten är reproducerande i Sverige.